# Cross My Heart (singolo)
Cross My Heart è un brano musicale del gruppo pop britannico Eighth Wonder, pubblicato nel 1988 come sesto singolo della band, tratto dall'album Fearless.
Si rivelò un successo di classifica ampio quasi come il precedente I'm Not Scared, raggiungendo la top ten in Italia, Norvegia e Svizzera e la top twenty in Francia, Germania e Regno Unito. Fu di minore successo negli USA: si piazzò al numero 56, rimanendo solamente alla top 75 dei singoli più venduti. Il video fu diretto da Dieter "Dee" Trattmann.
Si tratta di una cover del singolo omonimo rilasciato nel gennaio del 1987 dalla cantante americana Tracie Spencer. Una seconda cover della canzone fu rilasciata dalla cantante statunitense Martika nel 1988, nel suo album d'esordio Martika.

## Tracce
Queste sono le tracklist dei principali singoli realizzati per Cross My Heart:
- 7" single

1. "Cross My Heart" — 3:26
2. "Let Me In" — 4:35

- 12" maxi 1

1. "Cross My Heart" (dance mix) — 7:06
2. "Cross My Heart" — 3:26
3. "Let Me In" — 4:35

- 12" maxi 2

1. "Cross My Heart" (club mix) — 6:50
2. "Cross My Heart" (house mix) — 7:29
3. "Cross My Heart" (dub mix) — 6:00

- CD maxi

1. "Cross My Heart" (dance mix) — 7:08
2. "Cross My Heart" — 3:27
3. "Let Me In" — 4:37
4. "Cross My Heart" (instrumental) — 4:31